# Nesse-Apfelstädt
Nesse-Apfelstädt – gmina (niem. Landgemeinde) w Niemczech, w kraju związkowym Turyngia, w powiecie Gotha.

## Współpraca
Miejscowość partnerska:
- Appenheim, Nadrenia-Palatynat - kontakty utrzymuje dzielnica Apfelstädt
- Gau-Algesheim, Nadrenia-Palatynat - kontakty utrzymuje dzielnica Neudietendorf